# IJsbaan Veenoord
De IJsbaan Veenoord is een speedway en ijsbaan in Veenoord in de provincie Drenthe. In de zomer wordt de baan gebruikt om speedwaywedstrijden te houden en in de winter wordt bij voldoende vorst de baan geprepareerd tot natuurijsbaan. 
De ijsbaan is vooral bekend van de marathons op natuurijs. Traditiegetrouw probeert men op de natuurijsbaan van Veenoord jaarlijks de eerste marathon op natuurijs van het nieuwe seizoen te verrijden. 

## Wedstrijden
- 1985/86 - Eerste marathon op natuurijs
- 1989/90 - Eerste marathon op natuurijs
- 1990/91 - Eerste marathon op natuurijs
- 1991/92 - Eerste marathon op natuurijs
- 1992/93 - Eerste marathon op natuurijs
- 1993/94 - Eerste marathon op natuurijs
- 1994/95 - Eerste marathon op natuurijs
- 1995/96 - Eerste marathon op natuurijs
- 1996/97 - Eerste marathon op natuurijs
- 1997/98 - Eerste marathon op natuurijs
- 1998/99 - Eerste marathon op natuurijs
- 2000/01 - Eerste marathon op natuurijs
- 2001/02 - Eerste marathon op natuurijs
- 2004/05 - Eerste marathon op natuurijs (gestaakt i.v.m. afbrokkelend ijs)
- 2005/06 - Eerste marathon op natuurijs

Niet-erkende ijsbanen